# Étienne François de Choiseul

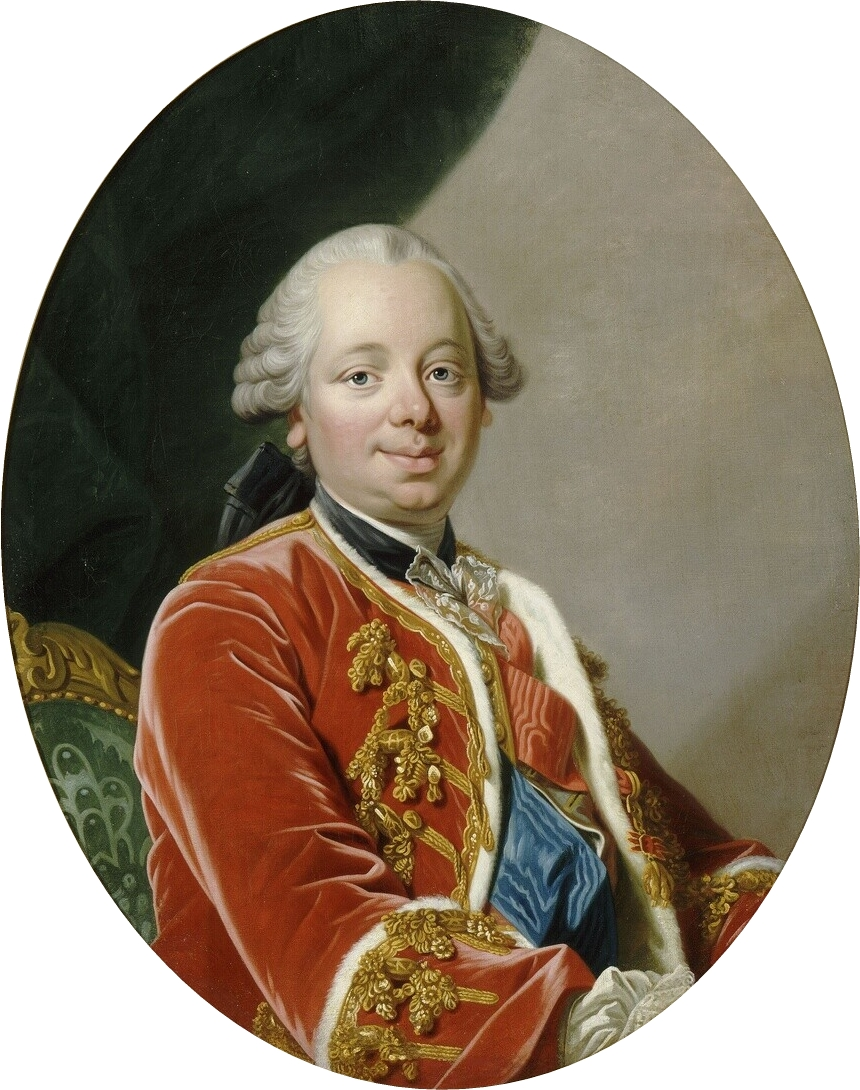
El duque Étienne François de Choiseul, diplomático y estadista (Charles-André van Loo).

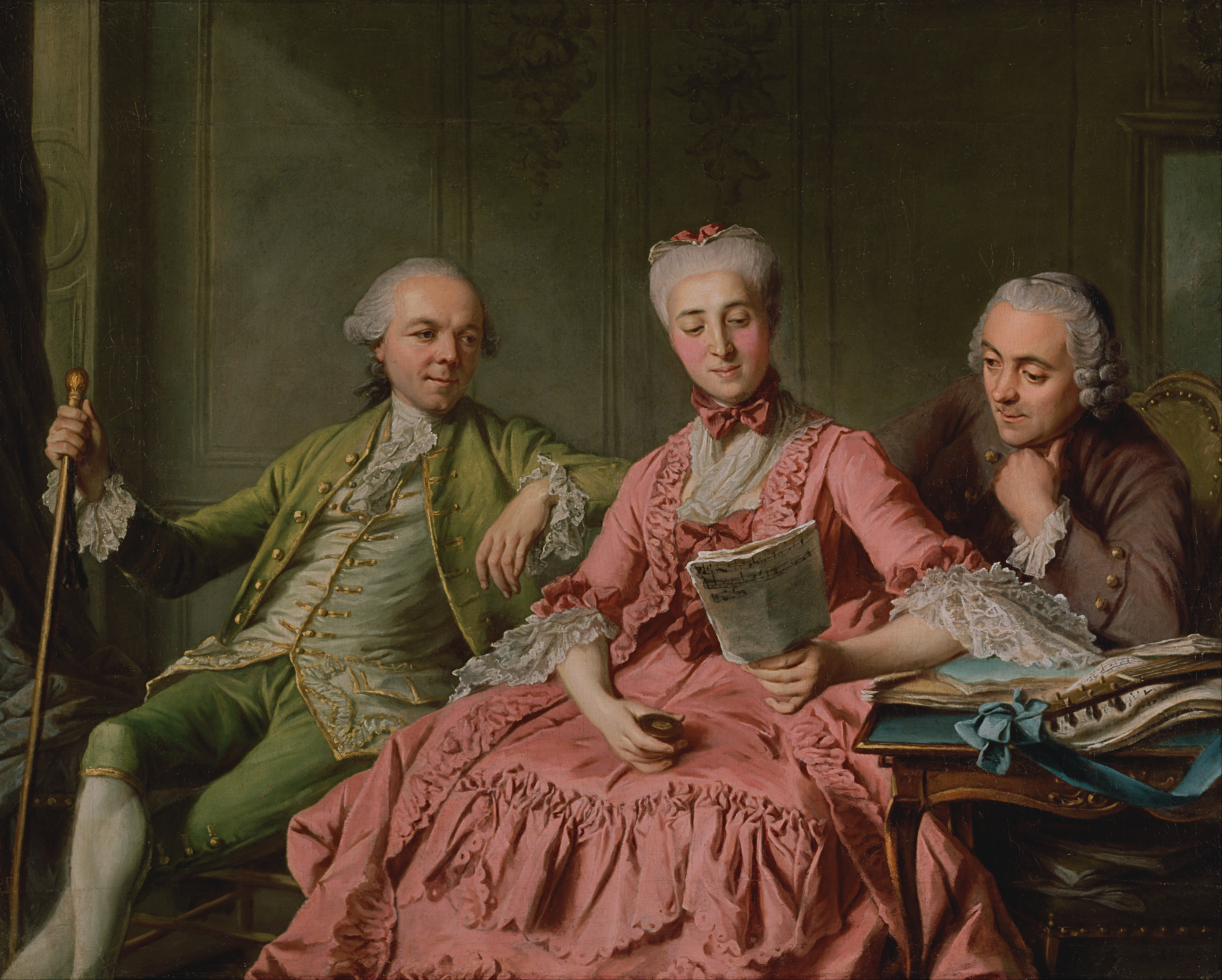
Étienne-François de Choiseul, Madame de Brionne y el Abbé Barthélemy.

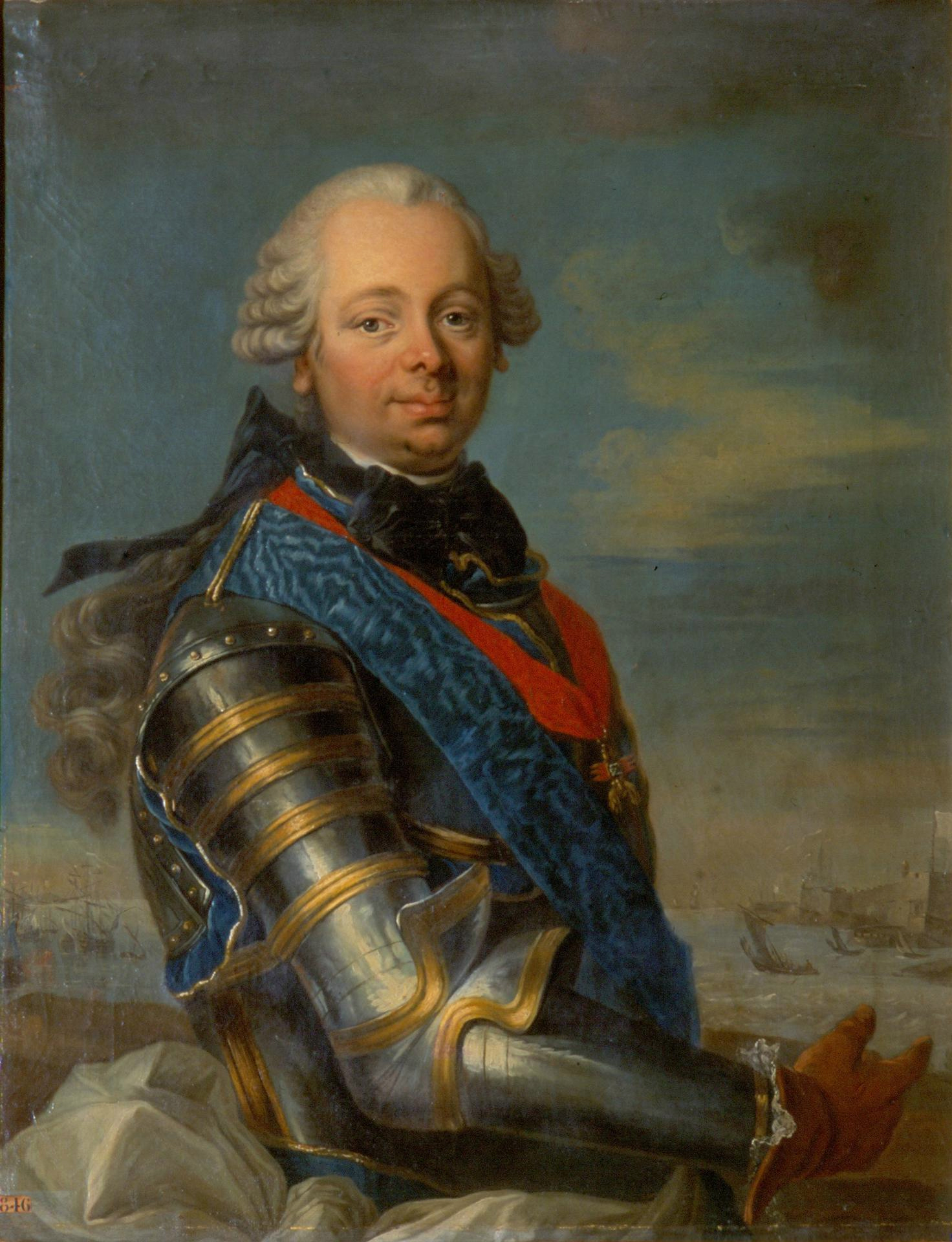
El duque Étienne François de Choiseul (Louis-Michel van Loo).

Étienne-François, conde de Stainville y después duque de Choiseul (Nancy, Lorena, 28 de junio de 1719 - Château de Chanteloup, 8 de mayo de 1785) fue embajador y después secretario de Estado de Luis XV.

## Biografía
Hijo mayor de Francisco José de Choiseul, marqués de Stainville (1700–1770), tomó el título de su padre. Se alistó en el ejército, con el que participó en las campañas de Bohemia en 1741 y de Italia, interviniendo en la batalla de Coni durante la Guerra de Sucesión Austriaca. Choiseul poseía una gran inteligencia para tratar todos los asuntos y era perseverante en el trabajo, pero le faltaba tenacidad para enfrentarse a sus oponentes. Físicamente era pequeño y feo.

Veleidoso y frívolo en la intimidad hasta el descaro, taimado en la intriga hasta el cinismo, reúne el gran talento de los hombres de estado y el razonamiento de un líder de partido, esta doble capacidad le permite dominar la vida política de su tiempo. Es amoral tanto en el amor como en el poder —inextricablemente entremezclados a lo largo de su carrera— no le importa nada, a diferencia de sus muchos rivales, una concepción seria y personal en los cargos políticos. Laico y liberal —admirador del sistema inglés— no parece que se inmiscuyera, de manera importante, en el proyecto de reforma del Estado, aunque sabía que era necesario. Su favorita era la política exterior, en la que personificaba la exigencia, pero no hasta el punto poco razonable y estéril de la arrogancia nacional y del «liderazgo» francés. Disputó a Kaunitz el título de «cochero de Europa».
Edgar Faure

De 1745 a 1748, está en los Países Bajos durante los asedios de Mons, Charleroi y Maastricht, con el rango de lugarteniente general. En 1750 se casa con Luisa Honoria Crozat, hija de Luis Francisco Crozat, marqués del Châtel (d. 1750), que le aporta una gran fortuna y además es muy abnegada.
Choiseul obtiene el favor de Madame de Pompadour procurándole unas cartas que Luis XV había escrito a su prima Madame de Choiseul-Romanet, con la cual el rey había tenido una aventura galante. Después de haber sido, por poco tiempo, representante de los Vosgos, es nombrado embajador en Roma en 1753, llevando a cabo las negociaciones sobre los disturbios provocados por la bula Papal Unigenitus. Actúa con eficacia y en 1757 su protectora le hace nombrar delegado en Viena, con el encargo de cimentar la nueva alianza entre Francia y Austria.

### Secretario de Estado y Asuntos Exteriores, de la Guerra y la Marina
Sus éxitos le llevan a ser nombrado secretario de Estado y Asuntos Exteriores (1758–1761/1766–1770) como sucesor de Antoine Louis Reouillé, dirigiendo la diplomacia francesa durante la Guerra de los Siete Años.
Es nombrado, entonces, duque de Choiseul y par de Francia. En 1761, es nombrado, también, secretario de Estado de Guerra y de Marina, y transfiere el secretariado de Estado de Asuntos Exteriores a su primo Choiseul-Praslin. En 1766 retoma los Asuntos Exteriores y Choiseul-Praslin pasa a ocuparse de la Marina.
Llega al poder en medio de la desmoralización tras las derrotas de Rossbach y Crefeld, y busca acabar rápidamente con el conflicto firmando el tratado de París de 1763 que transfiere a Inglaterra el Canadá y la India. Confiando en que un nuevo conflicto, esta vez victorioso, pueda restablecer el equilibrio de las potencias de Europa, reforma, drásticamente, la armada y la marina. Invierte en las colonias de Antillas, especialmente en Santo Domingo, y toma Lorena en 1766 y Córcega en 1768, que serán anexionadas a Francia. Su gestión interior es juzgada favorablemente por los enciclopedistas, favor que él mantiene desterrando a los jesuitas.

### Desgracia y exilio: jefe de la oposición
Esa es una de las razones de su caída, el apoyo a Louis-René-Caradeuc de la Chalotais, y la oposición de los parlamentarios provinciales a su política. Sus enemigos, alentados por Madame du Barry, la amante del rey, y el canciller Maupeou, se quejan de él: en 1770 recibe la orden de retirarse a su castillo de Chanteloup, cerca de Amboise. Las intrigas contra él habían conseguido, sin embargo, que su popularidad aumentase, la cual era ya de por sí importante, y durante su destierro que duró hasta 1774, es visitado, frecuentemente, por personajes importantes de la nobleza. Reaparece entonces como un verdadero líder de la oposición. «El duque de Choiseul, exiliado en Chanteloup, dominando toda Francia» observa el abate Morellet en 1773. Choiseul hace construir en su parque una pagoda de siete pisos (que subsiste todavía) en la que se graban los nombres de las 210 personas de alto linaje que han ido a visitarle durante su destierro. Sus partidarios no habían cesado de oponerse a todas las tentativas de reforma, paradoja de un liberal a la cabeza de un partido conservador.
Con la llegada de Luis XVI, Choiseul espera su llamada. La muerte de Luis XV y el exilio de Madame du Barry favorecen esta circunstancia. Choiseul tiene experiencia y popularidad; acrecentadas por haber conseguido la alianza con Austria. Pero, realmente, si María Antonieta aprecia a Choiseul y desea su retorno, la emperatriz María Teresa I de Austria se siente muy satisfecha con el duque d’Aiguillon, al cual juzga «dotado de un poco de genio y talento, sin crédito y acosado constantemente por las deudas». Luis XVI no perdona a Choiseul la obstinada oposición llevada a cabo contra su padre, por aquel entonces delfín, a propósito de los problemas concernientes a los jesuitas, hasta tal punto que, aunque el Delfín murió en 1765, corrió el rumor de que Choiseul lo había hecho encarcelar. Por tanto el rey no llamó a Choiseul pero, cediendo a las peticiones de la reina, pone fin al exilio de este y le permite regresar a París. Choiseul reaparece en la corte el 12 de junio de 1774, en ese momento Maurepas preside el Consejo de Vergennes ocupando el cargo de secretario de Estado de Asuntos Exteriores. Luis XVI le reserva una acogida desabrida, se limita a decirle: «Monsieur de Choiseul, vos habéis perdido una parte de vuestros cabellos». Choiseul comprende que no puede esperar nada y al día siguiente regresa a Chanteloup.